# Woden (motorfiets)
De Woden was een door Ernie Woods gebouwde racemotor met een groot JAP-V-twin-blok. Deze machine was in 1969 de laatste Britse V-twin die in de TT van Man reed.